# Wanna Hold You
«Wanna Hold You» —en español: «Quiero retenerte»— es una canción de la banda británica de rock The Rolling Stones, incluida en su álbum de 1983 Undercover.

## Historia
Aunque la canción está acreditada al dúo compositor de la banda, formado por Mick Jagger y Keith Richards, «Wanna Hold You» es mayoritariamente una composición de Richards. La canción fue escrita en el sótano de un estudio de grabación ubicado en París, propiedad de uno de los conocidos de Richards. El guitarrista de la banda describe la estructura de la canción como "una canción muy temprana de Lennon & McCartney", sin mencionar el título que sugiere a «I Want to Hold Your Hand». La primera grabación de la canción, de la que Richards afirma tener la cinta original, solo presenta a Richards en la guitarra y la voz y Jagger en la batería. La letra toca la temática de un hombre pobre que no tiene más que amor para darle a una mujer.

## En directo
La canción debutó en directo en el Bridges to Babylon Tour de 1997-98, 14 años después de su publicación. Era tocada durante el mini-set de dos canciones a cargo de Richards. Los Stones la tocaron 99 veces (de 107 conciertos en total). También se tocó de manera esporádica en el A Bigger Bang Tour durante 2007, último año de esta gira.

## Personal
Acreditados:
- Keith Richards: voz, guitarra eléctrica, coros.
- Ron Wood: guitarra eléctrica, bajo coros.
- Charlie Watts: batería.